# Liste der Bodendenkmäler in Augustdorf
Die Liste der Bodendenkmäler in Augustdorf enthält die denkmalgeschützten unterirdischen baulichen Anlagen, Reste oberirdischer baulicher Anlagen, Zeugnisse tierischen und pflanzlichen Lebens und paläontologischen Reste auf dem Gebiet der Gemeinde Augustdorf im Kreis Lippe in Nordrhein-Westfalen (Stand: Oktober 2020). Diese Bodendenkmäler sind in Teil B der Denkmalliste der Gemeinde Augustdorf eingetragen; Grundlage für die Aufnahme ist das Denkmalschutzgesetz Nordrhein-Westfalen (DSchG NRW).
| Bild | Bezeichnung                                                 | Lage                        | Beschreibung | Bauzeit | Eingetragen seit | Denkmal- nummer |
| ---- | ----------------------------------------------------------- | --------------------------- | ------------ | ------- | ---------------- | --------------- |
|      | 4 Grabhügel von 17–29 m Durchmesser und 0,50–1,20 m Höhe    | Truppenübungsplatz „Stapel“ |              |         | 20.05.1996       | 1               |
|      | 4 Grabhügel von 10–17,2 m Durchmesser und 0,50–1,40 m Höhe  | Truppenübungsplatz „Stapel“ |              |         | 20.05.1996       | 2               |
|      | 2 Grabhügel von 11–13 m Durchmesser und 0,50–0,60 m Höhe    | Truppenübungsplatz „Stapel“ |              |         | 20.05.1996       | 3               |
|      | 2 Grabhügel von 12–14 m Durchmesser und 0,60–1,20 m Höhe    | Truppenübungsplatz „Stapel“ |              |         | 20.05.1996       | 4               |
|      | 6 Grabhügel von 12–35 m Durchmesser und 0,60–1,20 m Höhe    | Truppenübungsplatz „Stapel“ |              |         | 20.05.1996       | 5               |
|      | 2 Grabhügel von 15–22 m Durchmesser und 1,00–1,20 m Höhe    | Truppenübungsplatz „Stapel“ |              |         | 20.05.1996       | 6               |
|      | 1 Grabhügel von 11,50 m Durchmesser und 0,60 m Höhe         | Truppenübungsplatz „Stapel“ |              |         | 20.05.1996       | 7               |
|      | 8 Grabhügel von 13–24 m Durchmesser und 0,50–1,50 m Höhe    | Truppenübungsplatz „Stapel“ |              |         | 20.05.1996       | 8               |
|      | 3 Grabhügel von 8–14 m Durchmesser und 0,40–1,10 m Höhe     | Truppenübungsplatz „Stapel“ |              |         | 20.05.1996       | 9               |
|      | 4 Grabhügel von 12,50–20 m Durchmesser und 0,50–1,20 m Höhe | Truppenübungsplatz „Stapel“ |              |         | 20.05.1996       | 10              |
| BW   | Standort des frühzeitlichen Jagdhauses Lopshorn             | Karte                       |              |         | 07.10.2008       | 11              |